# Callipia fulvida
Callipia fulvida là một loài bướm đêm trong họ Geometridae.